# Schleuse Lintig
Die Schleuse Lintig ist eine Bootsschleuse im Elbe-Weser-Schifffahrtsweg. Sie ist nach Lintig, einem Ortsteil von Geestland, benannt und wird vom Niedersächsischen Landesbetrieb für Wasserwirtschaft, Küsten- und Naturschutz betrieben.
Die Schleuse wurde 1860 als künstliche Elbe-Weser-Wasserscheide in Betrieb genommen. Sie hatte zunächst zwei hölzerne Stemmtore, die 1961, nach dem Bau des Tidesperrwerks Bremerhaven, durch zwei Hubtore ersetzt wurden. Die Schleusenkammer aus Mauerwerk wurde 1987 durch ein Spundwandbecken ergänzt. Dabei ist das nördliche Hubtor um 30 m versetzt und die nutzbare Schleusenlänge auf 57 m erhöht worden. Seit 1997 wird die Schleuse Lintig in automatischer Selbstbedienung betrieben.
Die Kanal- und Schleusengebühren mussten bisher an einem an der Schleuse aufgestellten Münzautomaten entrichtet werden. Ab April 2022 übernimmt der Deutsche Motoryachtverband deren Abwicklung.